# 胡法光
胡法光，大紫荊勳賢，GBS，CBE，JP（1924年2月14日—2022年6月4日），祖籍中國江蘇省無錫市，菱電發展有限公司創辦人，英國特許工程師。香港城市大學胡法光運動中心是以其命名的建築物。

## 生平
胡法光生於江蘇省上海縣一個小康之家，父親胡憲生為大學英文教授，早年在上海法租界白爾部路居住。他在祖父母（胡雨人伉儷）安排下，於5歲時入學，因戰亂關係入讀過8所小學，其中逃難至杭州時曾入讀杭州天光小學，並於10歲時完成小學學業，繼而考入由堂伯父胡敦復開辦的上海大同大學附屬中學。1930年代，由於面對戰亂，胡法光舉家移居上海生活；後來在1944年畢業於上海交通大學，取得機械工程系學士學位。大學畢業後，他在上海從事敎職，再去招商局工作，1949年遠赴英國工作，1952年到香港發展，並迎娶楊世薔（Rose）女士。
1959年，胡法光和日本三菱電機共同發展香港市場，1969年成立菱電工程有限公司，80年代成立上海三菱電梯有限公司，1983年成立菱電發展有限公司（已私有化）開拓香港、中國房地產新領域。1991年成立香港自由民主聯會，簡稱自民聯，任主席。到了2022年7月4日，胡法光因病離世。離世前曾經出任3間公司的董事，包括希慎興業有限公司（0014.HK）、有線寬頻通訊有限公司（1097.HK）以及港通控股有限公司（0032.HK）。
除此之外，他亦獲委以不少公職：全國政協委員、立法局議員、市政局議員、港事顧問、香港特別行政區籌備委員會委員、推選委員會委員、選舉委員會委員、土地發展公司（現時市區重建局）主席、香港房屋委員會成員及財務委員會主席、法律改革委員會委員、交通諮詢委員會委員、香港科技大學顧問委員會榮譽委員、自由民主聯會創會主席、香港單車聯會永遠榮譽會長、香港羽毛球協會名譽會長、香港少林武術文化中心榮譽會長、香港網球總會會長、亞洲網球聯會會長、東亞網球協會會長以及港協暨奧委會名譽副會長。

## 個人生活
胡法光生前已婚，與妻子楊氏育有兩名兒子。長子為前香港城市大學校董會主席及香港菱電發展有限公司主席胡曉明，次子為菱電副董事長兼總經理胡亮明。

## 榮譽

### 榮譽
- 非官守太平紳士（1977年）
- O.B.E.（1985年）
- C.B.E.（1989年）
- 金紫荊星章（2002年）
- 大紫荊勳章（2016年）